# Gedongan (Plupuh)
Gedongan is een bestuurslaag in het regentschap Sragen van de provincie Midden-Java, Indonesië. Gedongan telt 3929 inwoners (volkstelling 2010).